# Alpes do Sul

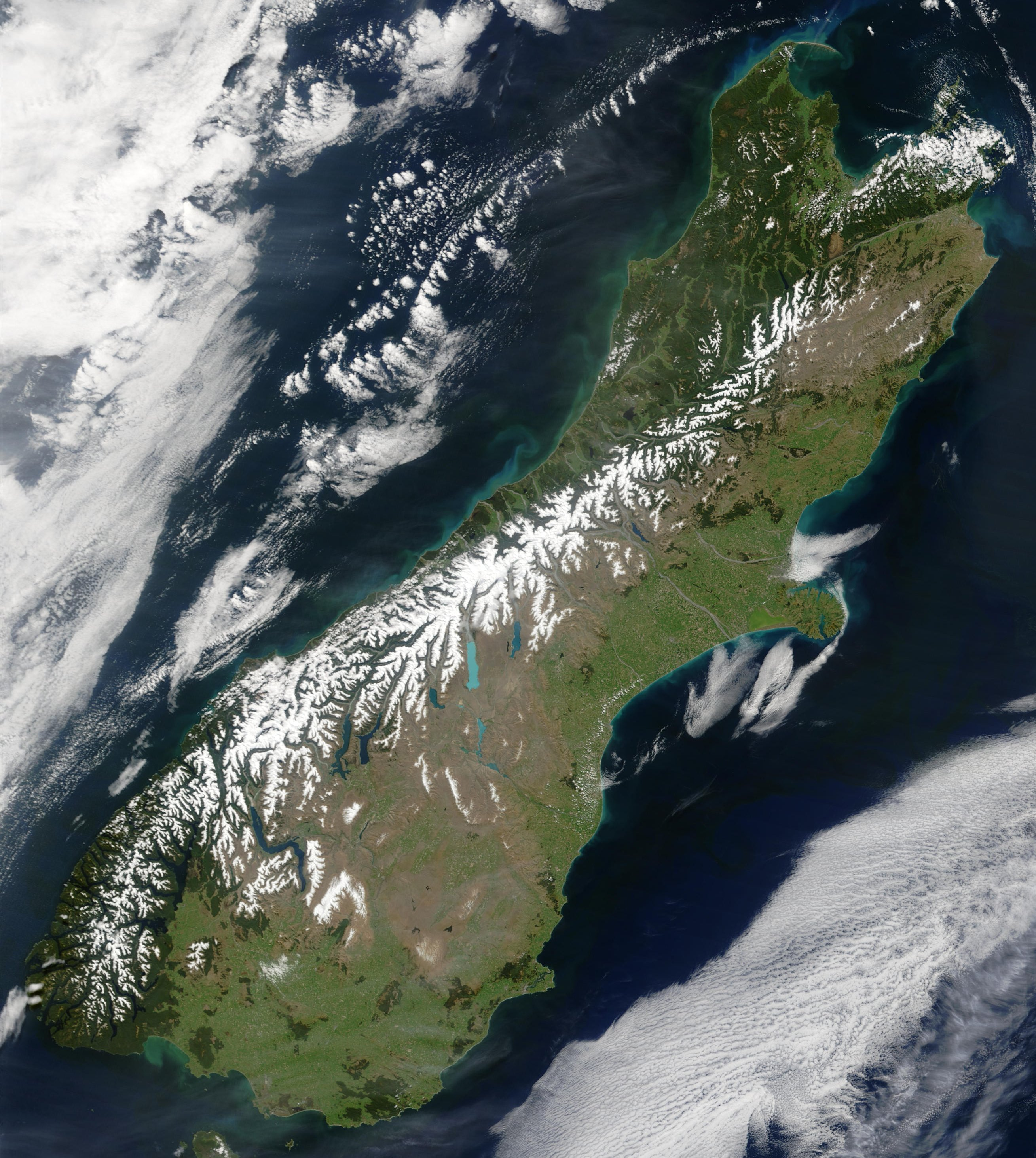
Imagem de satélite dos Alpes do Sul, Ilha do Sul

Os Alpes do Sul consistem numa grande cordilheira da região oeste da Ilha Sul, Nova Zelândia, formando uma espinha no sentido norte-sul que divide a ilha em dois lados. Nos Alpes do Sul localiza-se o Monte Cook, ponto mais alto do país.
A cordilheira recebeu o nome em 1770 dado pelo Capitão James Cook, mas já havia chamado a atenção de Abel Tasman em 1642.

## Características
Os Alpes do Sul possuem 450 km de extensão no sentido norte-sul. O ponto mais alto, o Monte Cook, possui 3754 metros de altura, enquanto outros 16 locais ultrapassam os 3000 metros de altitude. A região também é constituída de grandes glaciares e lagos.
A localização dos Alpes permite que a região tenha um clima extremamente ameno. A localidade de Omarama, no sopé das montanhas, recebeu reputação internacional devido ao clima, composto pelo Vento Föhn.

## Fauna e flora
Os animais mais encontrados na região são as aves do gênero Xenicus gilviventris e o papagaio-da-nova-zelândia. Também ocorrem alguns insetos adaptados ao clima frio e a Apteryx haastii.
Apesar das condições climáticas, os Alpes são ricos em flora alpina. Cerca de 25% das plantas neozelandesas são encontradas nessa região. As plantas adaptadas a esse clima rigoroso são dos gêneros Hebe, Dracophyllum, Coprosma, Podocarpus nivalis e Carex.

## Áreas protegidas

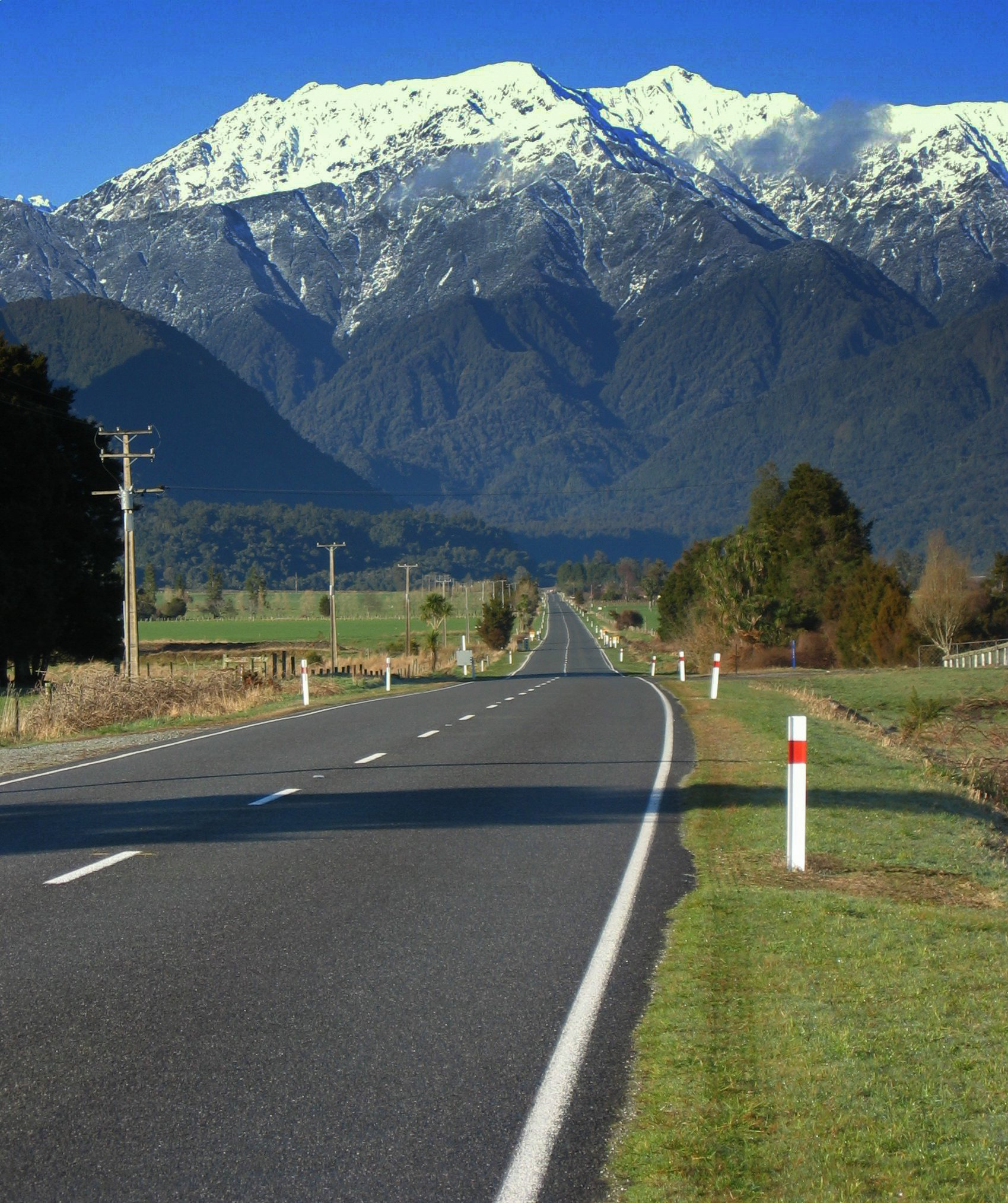
As montanhas dos Alpes do Sul

Os Alpes do Sul são praticamente inacessíveis e, portanto, ainda conservam sua vegetação original. Contudo, os Alpes são protegidos por vários parques nacionais como:
- Westland Tai Poutini National Park
- Mount Aspiring National Park
- Lake Sumner Forest Park